# Carl Laemmle Jr.
Carl Laemmle Jr. (Chicago, 28 aprile 1908 – Beverly Hills, 24 settembre 1979) è stato un produttore cinematografico statunitense.
Figlio di Carl Laemmle, fondatore della Universal Studios, è stato l'incaricato della produzione della Universal stessa, tra il 1928 e il 1936, periodo nel quale ha curato la produzione dei film sui Mostri della Universal.

## Filmografia parziale
- Burning Words, regia di Stuart Paton - produttore (1923)
- The Irresistible Lover, regia di William Beaudine - supervisore (1927)
- Primo amore (Lonesome), regia di Pál Fejös - presentatore (1928)
- We Americans, regia di Edward Sloman - supervisore (1928)
- Il re del jazz (King of Jazz), regia di John Murray Anderson (1930)
- All'ovest niente di nuovo (All Quiet on the Western Front), regia di Lewis Milestone (1930)
- The Cat Creeps, regia di Rupert Julian e John Willard (1930)
- Cohen e Kelly in Africa, regia di Vin Moore (1930)
- Katusha (Resurrection), regia di Edwin Carewe (1931)
- Dracula, regia di Tod Browning (1931)
- Many a Slip, regia di Vin Moore (1931)
- Drácula, regia di George Melford (1931)
- The Bad Sister, regia di Hobart Henley (1931)
- The Virtuous Husband, regia di Vin Moore  (1931)
- Il richiamo dei figli (Seed), regia di John M. Stahl - produttore associato (1931)
- Up for Murder, regia di Monta Bell (1931)
- I difensori della legge (Homicide Squad), regia di Edward L. Cahn e George Melford (1931)
- Borneo selvaggio (East of Borneo), regia di George Melford (1931)
- La donna che non si deve amare (Waterloo Bridge), regia di James Whale (1931)
- Frankenstein, regia di James Whale (1931)
- Il dottor Miracolo (Murders in the Rue Morgue), regia di Robert Florey (1932)
- Afraid to Talk, regia di Edward L. Cahn (1932)
- La scomparsa di miss Drake (Okay America!), regia di Tay Garnett (1932)
- La mummia (The Mummy), regia di Karl Freund (1932)
- Il castello maledetto (The Old Dark House), regia di James Whale (1932)
- Il figlio del disertore (Tom Brown of Culver), regia di William Wyler (1932)
- La donna proibita (Back Street), regia di John M. Stahl (1932)
- L'uomo invisibile (The Invisible Man), regia di James Whale (1933)
- Lo specchio della vita (Imitation of Life), regia di John M. Stahl (1934)
- La moglie di Frankenstein (Bride of Frankenstein), regia di James Whale (1935)
- La canzone di Magnolia (Show Boat), regia di James Whale (1936)